# Miroslav Štěpánek (historik)
Miroslav Štěpánek (10. ledna 1934 Liberec – 2005) byl český historik, archeolog a encyklopedista.

## Život
Jakožto historik a archeolog se věnoval době raným středověkem a problematikou osídlení (Opevněná sídliště 8.–12. století ve střední Evropě, 1965). Důležitý byl i jeho zájem o teoretické i praktické problémy encyklopedické tvorby. V roce 1971 nahradil Ladislava Zachovala v čele Encyklopedického institutu ČSAV a zůstal zde až do roku 1990. Encyklopedie byly dobou poznamenány, nicméně metodicky došlo ke zlepšení, za Štěpánka také vyšla ve své době největší Malá československá encyklopedie, které byl vědecký redaktorem. Také byl hlavním redaktorem Ilustrovaného encyklopedického slovníku.